# RTV Novi Pazar
RTV Novi Pazar (srpski: РТВ Нови Пазар) srpska komercijalna regionalna televizija.
Sjedište RTV Novog Pazara se nalazi u Novom Pazaru na adresi Stane Bačanin 29. Od 14. kolovoza 2015. RTV Novi Pazar se nalazi u privatnom vlasništvu. RTV Novi Pazar emitira na bošnjačkom i srpskom jeziku u Srbiji, Bosni i Hercegovini i Crnoj Gori. Program je uglavnom posvećen lokalnim vijestima iz Sandžaka i Raške.

## Vanjske poveznice
Službena stranica RTV Novog Pazara